# Неделчо Мумджиев
Неделчо Николов Мумджиев – Свещаров (изписване до 1945 година: Недѣлчо Мумджиевъ) е български търговец и политик. Фамилията е променена от Мумджиев (мумджия - на турски език - човек правещ свещи) на българското Свещаров.

## Биография
Роден е в Търново. Избран е за депутат във II Велико народно събрани от Ески Джумайска околия. Твърде вероятно да е симпатизирал на консерваторите и да е поддържал Режима на пълномощията.
Кмет е на Ески Джумая от 18 октомври 1880 до 17 март 1881 година.
Умира на 26 август 1888 година в Ески Джумая.
Негов син е полковник Никола Неделчев Свещаров, командир на 8-и пехотен полк, загинал през Първата световна война в битката при с. Назърча, (днес в Румъния, област Констанца; рум: Nazarcea, Constanța). На името на полк. Никола Свещаров е кръстено село Полковник Свещарово в област Добрич.